# 쿠리하라 코헤이
쿠리하라 코헤이(일본어: 栗原功平, 1982년 8월 9일 ~ )는 일본의 배우, 성우이다.